# Edyta Antoniak-Kiedos
Edyta Antoniak-Kiedos (ur. 14 czerwca 1982 w Wieluniu) – redaktor naczelna kwartalnika Guliwer, krytyk literacki, publicystka, regionalista, animator kultury, nauczyciel, wykładowca, doktor nauk humanistycznych, Prodziekan Wydziału Nauk Stosowanych Akademii WSB.

## Edukacja
Ukończyła filologię polską i studia doktoranckie na Uniwersytecie Śląskim w Katowicach, Rozprawę doktorską o poezji Tadeusza Kijonki obroniła z wyróżnieniem w styczniu 2016 roku.
Ukończyła także studia podyplomowe m.in. z Zarządzania w kulturze, sztuce i turystyce kulturowej na Uniwersytecie Ekonomicznym w Katowicach, Administrację samorządową i rozwój regionalny na Akademii WSB w Dąbrowie Górniczej.

## Działalność publicystyczna
Jako publicysta i krytyk literacki zadebiutowała recenzją w rybnickim czasopiśmie Plama w 2004 roku. Kolejne publikacje wykonała z inspiracji Leszka Bugajskiego, pisząc do miesięcznika Twórczość o twórczości Marka Stokowskiego. Od tamtej pory publikowała w tomach pokonferencyjnych i czasopismach literackich, m.in. w Twórczości, Tekstach Drugich, Toposie, Akcencie, Akancie, eleWatorze, Ha!arcie, Opcjach, Zeszytach poetyckich, Pro Arte, Bibliotekarzu, Poboczach, Śląsku. Jest stałym współpracownikiem dwumiesięcznika Nowe Zagłębie. Redaktorka literacka m.in. książki Biało-czerwone goździki i WRONa – wspomnienia żony internowanego Jolanty Szutkiewicz. W latach 2012–2015 była współredaktorem i prowadzącą cykl wywiadów telewizyjnych Siadamy z kulturą w TV Zagłębie, w których rozmawiała dorobku artystycznym i o życiu wielu znanych twórców i osób związanych z kulturą z regionu Śląska i Zagłębia Dąbrowskiego, wśród których znalazły się takie postacie jak: Zbigniew Białas, Wojciech Brzoska, Marta Fox, Barbara Gruszka-Zych, Marian Kisiel, Krzysztof Kłosiński, Romuald Pawlak, Dariusz Rekosz czy Jerzy Suchanek.
Od 2017 roku sekretarz redakcji, a od 2020 roku redaktor naczelna kwartalnika poświęconego literaturze dla dzieci „Guliwer”.

## Działalność naukowa
Jako pracownik naukowy badała m.in. twórczość autorów Piwnicy Literackiej Remedium w Sosnowcu. Zajmowała się współczesnym sonetopisarstwem, a także piśmiennictwem na Śląsku i w Zagłębiu Dąbrowskim. Specjalizuje się w zaburzeniach czytania i pisania oraz logopedii dziecięcej. Członek Komisji Historycznoliterackiej PAN Oddział Katowice.

## Działalność jako animator kultury
Pomysłodawczyni i współorganizatorka imprez promujących twórców ze Śląska i Zagłębia Dąbrowskiego. Prowadzi warsztaty i spotkania autorskie między innymi w ramach Katowickich Spotkań Literackich czy Sosnowieckich Dni Literatury.

## Nagrody i wyróżnienia
Trzykrotnie otrzymała Stypendium Prezydenta Sosnowca w Dziedzinie Kultury.
Stypendystka Marszałka Województwa Śląskiego w Dziedzinie Kultury za rok 2014.